# Good Templar-rend
A Good Templar-rend (angolul: Independent Order of Good Templars) a 19. században létrejött, az alkoholfogyasztás felszámolását célul kitűző szervezet.

## Története
A Good Templar-rendet egy Coon nevű amerikai férfi alapította 1852-ben New Yorkban. Az első páholyt Angliában Malins alapította 1868-ban Birminghamben. Néhány év múlva aztán a rend az egész világon elterjedt; az 1875. évi, Bloomingtonban tartott kongresszus alkalmával már 11 850 páholyuk volt, mintegy 735 000 taggal. 1906-ban Auguste-Henri Forel svájci pszichiáter és azok, akik a rend teljes felekezetnélküliségét akarták biztosítani, a régi rendből kiváltak, és neutrális-független Good Templar-rend  elnevezés alatt külön tömörültek. Magyarországon 1901-ben Forel kezdeményezésére alakult meg a rend. Hamarosan kiterjedt szervezetté fejlődött, páholyainak száma elérte a 48-at. Fiókjai Magyarország minden részében működtek,[forrás?] és főképpen a Good Templar-rend tevékenységének köszönhető, hogy az absztinens mozgalom Magyarországon ekkoriban eredményeket ért el. A rend elnöke Dr. Dóczi Imre volt.

## Jellemzői
Az alkohol-ellenes mozgalomban az absztinensek egyik vezető szervezete volt. A szervezet célja a szeszes italok, de általában minden kábító ital fogyasztása ellen küzdeni. Céljának elérésére tagjait kisebb csoportokba, úgynevezett páholyokba gyűjtötte, amelyeknek keretében igyekezett a tagokat az alkoholizmus elleni küzdelemre serkenteni, azokat művelni, oktatni; az absztinencia előnyeivel és az alkoholmentes társas élet örömeivel megismertetni. A Good Templar-rend tagja lehetett minden, 15. évét betöltött férfi vagy nő, aki fogadalmat tett, hogy semmiféle szeszes italt – sem bort, sem sört, sem pálinkát vagy egyéb erjesztett és égetett italt – nem fogyaszt, nem gyárt, nem készít, nem vesz, nem használ, nem ad el és másnak sem kínál. Kivételt csak az orvosi rendeletre való alkohol fogyasztásnál ismert, akkor is azonban ezt az illető páholynak kellett bejelenteni, és magát annak ellenőrzése alá kellett bocsátania. A rend távol állt minden vallási vagy politikai célzattól, egyedüli törekvése, hogy a szeszes italok fogyasztásának teljes kiküszöbölésével az emberiséget magasabb erkölcsi és szellemi színvonalra emelje. A szervezet jelvénye a földgolyó volt, amelynek egyenlítőjén lévő szalagon a kezdőbetűk: I. O. G. T. (Independent Order of Good Templars) állottak. Angol jelszava: „Our field is the world” (Harcmezőnk az egész világ).